# Cladosporium ziziphi
Cladosporium ziziphi är en svampart som beskrevs av P. Karst. & Roum. 1890. Cladosporium ziziphi ingår i släktet Cladosporium och familjen Davidiellaceae.   Inga underarter finns listade i Catalogue of Life.